# Diapolia
Diapolia là một chi bướm đêm thuộc họ Erebidae.